# ماريا فيكتوريا
ماريا فيكتوريا (بالإسبانية: María Victoria Cervantes)‏ هي مغنية وممثلة مكسيكية، ولدت في 26 فبراير 1933 في المكسيك.

## وصلات خارجية
- ماريا فيكتوريا على موقع IMDb (الإنجليزية)
- ماريا فيكتوريا على موقع ميوزك برينز (الإنجليزية)
- ماريا فيكتوريا على موقع قاعدة بيانات الفيلم (الإنجليزية)